# Lista de barragens em Portugal

## Bacia HidrográficadoRio Coura
| Nome               | Distrito         | Conclusão | Tipo                  |
| ------------------ | ---------------- | --------- | --------------------- |
| Barragem de covas  | Viana do Castelo | 1976      | Barragem de gravidade |
| Barragem de Pagade | Viana do Castelo | 1994      | Barragem de gravidade |

## Bacia HidrográficadoRio Lima
| Nome                     | Distrito         | Conclusão | Tipo                  |
| ------------------------ | ---------------- | --------- | --------------------- |
| Barragem do Alto Lindoso | Viana do Castelo | 1992      | Barragem em arco      |
| Barragem de Touvedo      | Viana do Castelo | 1993      | Barragem de gravidade |

## Bacia HidrográficadoRio Cávado
| Nome                          | Distrito  | Conclusão | Tipo                    |
| ----------------------------- | --------- | --------- | ----------------------- |
| Barragem do Alto Cávado       | Vila Real | 1964      | Barragem de gravidade   |
| Barragem do Alto Rabagão      | Vila Real | 1964      | Barragem de gravidade   |
| Barragem da Caniçada          | Braga     | 1955      | Barragem em arco        |
| Barragem da Paradela          | Vila Real | 1956      | Barragem de enrocamento |
| Barragem de Penide            | Braga     | 1951      | Barragem de alvenaria   |
| Barragem de Salamonde         | Braga     | 1953      | Barragem em arco        |
| Barragem da Venda Nova        | Vila Real | 1951      | Barragem em arco        |
| Barragem Vilarinho das Furnas | Braga     | 1972      | Barragem em arco        |

## Bacia HidrográficadoRio Ave
| Nome                   | Distrito | Conclusão | Tipo                  |
| ---------------------- | -------- | --------- | --------------------- |
| Barragem de Andorinhas | Braga    | 1945      | Barragem de gravidade |
| Barragem de Guilhofrei | Braga    | 1938      | Barragem de gravidade |
| Barragem de Queimadela | Braga    | 1993      | Barragem de gravidade |

## Bacia HidrográficadoRio Douro
| Nome                              | Distrito             | Conclusão | Tipo                          |
| --------------------------------- | -------------------- | --------- | ----------------------------- |
| Barragem de Alfaiates             | Guarda               | 1999      | Barragem de terra zonada      |
| Barragem de Alfândega da Fé       | Bragança             | 1970      | Barragem de terra homogénea   |
| Barragem de Alijó                 | Vila Real            | 1991      | Barragem de terra zonada      |
| Barragem de Arcossó               | Vila Real            | 1999      | Barragem de enrocamento       |
| Barragem de Armamar               | Viseu                | 2004      | Barragem de terra zonada      |
| Barragem do Azibo                 | Bragança             | 1982      | Barragem de terra zonada      |
| Barragem de Bastelos              | Bragança             | 1993      | Barragem de enrocamento       |
| Barragem de Bemposta              | Bragança             | 1964      | Barragem de gravidade         |
| Barragem de Bouçoais-Sonim        | Vila Real e Bragança | 2004      | Barragem de gravidade         |
| Barragem da Burga                 | Bragança             | 1978      | Barragem de terra homogénea   |
| Barragem de Camba                 | Bragança             | 1993      | Barragem de terra zonada      |
| Barragem do Carrapatelo           | Porto                | 1972      | Barragem de gravidade         |
| Barragem de Carviçais             | Bragança             | 1984      | Barragem de terra zonada      |
| Barragem de Catapereiro           | Guarda               | 1999      | Barragem de gravidade         |
| Barragem de Crestuma-Lever        | Porto                | 1985      | Barragem de gravidade         |
| Barragem de Curalha               | Vila Real            | 1985      | Barragem de terra zonada      |
| Barragem de Fonte Longa           | Bragança             | 1984      | Barragem de terra             |
| Barragem de Freigil               | Viseu                | 1955      | Barragem de gravidade         |
| Barragem de Gostei                | Bragança             | 1993      | Barragem de terra homogénea   |
| Barragem de Mairos                | Vila Real            | 1995      | Barragem de terra zonada      |
| Barragem de Miranda do Douro      | Bragança             | 1961      | Barragem de gravidade         |
| Barragem de Mirandela             | Bragança             | 1992      | Açude móvel                   |
| Barragem de Nunes                 | Vila Real            | 1995      | Barragem de gravidade         |
| Barragem do Palameiro             | Bragança             | ????      | Barragem de terra homogénea   |
| Barragem do Peneireiro            | Bragança             | 1973      | Barragem de terra zonada      |
| Barragem de Picote                | Bragança             | 1958      | Barragem em arco              |
| Barragem do Pocinho               | Guarda               | 1982      | Barragem de gravidade         |
| Barragem de Prada                 | Bragança             | 1995      | Barragem de terra homogénea   |
| Barragem de Ranhados              | Guarda               | 1986      | Barragem de gravidade         |
| Barragem de Rebordelo             | Bragança             | 2004      | Barragem de gravidade         |
| Barragem da Régua                 | Vila Real            | 1973      | Barragem de gravidade         |
| Barragem de Rego do Milho         | Vila Real            | 2005      | Barragem de terra-enrocamento |
| Barragem de Sabugal               | Guarda               | 2000      | Barragem de terra zonada      |
| Barragem de Salgueiro             | Bragança             | 1977      | Barragem de terra homogénea   |
| Barragem de Santa Justa           | Bragança             | 2005      | Barragem de terra zonada      |
| Barragem de Santa Maria de Aguiar | Guarda               | 1981      | Barragem de terra homogénea   |
| Barragem de Senhora de Monforte   | Guarda               | 1993      | Barragem de gravidade         |
| Barragem de Serra Serrada         | Bragança             | 1989      | Barragem de gravidade         |
| Barragem de Sordo                 | Vila Real            | 1997      | Barragem de gravidade         |
| Barragem de Teja                  | Guarda               | 1995      | Barragem de terra zonada      |
| Barragem de Torrão                | Porto                | 1988      | Barragem de gravidade         |
| Barragem da Valeira               | Viseu                | 1975      | Barragem de gravidade         |
| Barragem de Vale Covo             | Bragança             | ????      | Barragem de terra homogénea   |
| Barragem de Vale Madeiro          | Bragança             | 1994      | Barragem de terra homogénea   |
| Barragem de Vale Soeiro           | Viseu                | 2004      | Barragem de gravidade         |
| Barragem de Varosa                | Viseu                | 1976      | Barragem em arco              |
| Barragem de Vascoveiro            | Guarda               | 2000      | Barragem de terra zonada      |
| Barragem de Vermiosa              | Guarda               | 1999      | Barragem de terra zonada      |
| Barragem de Vilar                 | Viseu                | 1965      | Barragem de enrocamento       |
| Barragem de Daivões               | Vila Real e Braga    | 2022      | Barragem em arco              |
| Barragem do Alto Tâmega           | Vila Real            | 2024      | Barragem em arco              |
| Barragem de Gouvães               | Vila Real            | 2022      | Barragem de gravidade         |

## Bacia HidrográficadoRio Vouga
| Nome                          | Distrito | Conclusão | Tipo                     |
| ----------------------------- | -------- | --------- | ------------------------ |
| Barragem de Burgães           | Aveiro   | 1940      | Barragem de alvenaria    |
| Barragem de Cercosa           | Viseu    | 1994      | Barragem de gravidade    |
| Barragem de Ribeiradio-Ermida | Viseu    | 2014      | Barragem em arco         |
| Barragem de Várzea de Calde   | Viseu    | 2000      | Barragem de terra zonada |

## Bacia HidrográficadoRio Mondego
| Nome                        | Distrito | Conclusão | Tipo                     |
| --------------------------- | -------- | --------- | ------------------------ |
| Barragem da Aguieira        | Coimbra  | 1981      | Barragem em arco         |
| Barragem do Alto Ceira      | Coimbra  | 1949      | Barragem em arco         |
| Barragem do Caldeirão       | Guarda   | 1993      | Barragem em arco         |
| Barragem de Coimbra         | Coimbra  | 1981      | Açude móvel              |
| Barragem de Covão do Meio   | Guarda   | 1953      | Barragem em arco         |
| Barragem de Fagilde         | Viseu    | 1984      | Barragem de gravidade    |
| Barragem das Fronhas        | Coimbra  | 1985      | Barragem em arco         |
| Barragem de Lagoa Comprida  | Guarda   | 1966      | Barragem de gravidade    |
| Barragem de Lagoacho        | Guarda   | 1993      | Barragem de enrocamento  |
| Barragem da Raiva           | Coimbra  | 1981      | Barragem de gravidade    |
| Barragem da Ribeira do Paúl | Viseu    | 2004      | Barragem de terra zonada |
| Barragem de Vale do Rossim  | Guarda   | 1956      | Barragem de gravidade    |

## Ribeiras do Oeste
| Nome                     | Distrito | Conclusão | Tipo                          |
| ------------------------ | -------- | --------- | ----------------------------- |
| Barragem de Alvorninha   | Leiria   | 2004      | Barragem de terra homogénea   |
| Barragem de Óbidos       | Leiria   | 2005      | Barragem de terra-enrocamento |
| Barragem do Rio da Mula  | Lisboa   | 1969      | Barragem de terra homogénea   |
| Barragem de São Domingos | Leiria   | 1993      | Barragem de terra-enrocamento |

## Bacia HidrográficadoRio Tejo

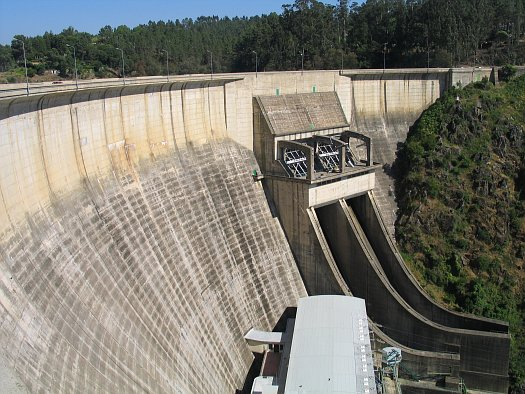
Barragem de Castelo de Bode.

| Nome                         | Distrito       | Conclusão | Tipo                        |
| ---------------------------- | -------------- | --------- | --------------------------- |
| Barragem do Açafal           | Castelo Branco | 2004      | Barragem de terra zonada    |
| Barragem da Apartadura       | Portalegre     | 1993      | Barragem de enrocamento     |
| Barragem de Belver           | Portalegre     | 1952      | Barragem de gravidade       |
| Barragem da Bouçã            | Leiria         | 1955      | Barragem em arco            |
| Barragem do Cabril           | Castelo Branco | 1954      | Barragem em arco            |
| Barragem da Capinha          | Castelo Branco | 1981      | Barragem de terra homogénea |
| Barragem de Castelo de Bode  | Santarém       | 1951      | Barragem de gravidade       |
| Barragem de Corgas           | Castelo Branco | 1991      | Barragem de gravidade       |
| Barragem da Cova do Viriato  | Castelo Branco | 1982      | Barragem de gravidade       |
| Barragem de Covão do Ferro   | Castelo Branco | 1956      | Barragem de alvenaria       |
| Barragem do Divor            | Évora          | 1965      | Barragem de aterro          |
| Barragem de Fratel           | Portalegre     | 1973      | Barragem de gravidade       |
| Barragem de Freixeirinha     | Évora          | 1995      | Barragem de terra zonada    |
| Barragem do Furadouro        | Évora          | 1959      | Barragem de gravidade       |
| Barragem do Gameiro          | Évora          | 1960      | Barragem de gravidade       |
| Barragem Marechal Carmona    | Castelo Branco | 1947      | Barragem de gravidade       |
| Barragem de Magos            | Santarém       | 1938      | Barragem de terra homogénea |
| Barragem de Maranhão         | Portalegre     | 1957      | Barragem de terra zonada    |
| Barragem da Marateca         | Castelo Branco | 1991      | Barragem de terra homogénea |
| Barragem da Meimoa           | Castelo Branco | 1985      | Barragem de terra zonada    |
| Barragem de Michões          | Santarém       | 1996      | Barragem de terra zonada    |
| Barragem dos Minutos         | Évora          | 2003      | Barragem de terra homogénea |
| Barragem de Montargil        | Portalegre     | 1958      | Barragem de terra zonada    |
| Barragem do Penedo Redondo   | Castelo Branco | 1935      | Barragem de alvenaria       |
| Barragem de Penha Garcia     | Castelo Branco | 1979      | Barragem de gravidade       |
| Barragem do Pisco            | Castelo Branco | 1968      | Barragem de terra homogénea |
| Barragem do Poio             | Portalegre     | 1932      | Barragem de gravidade       |
| Barragem de Póvoa            | Portalegre     | 1928      | Barragem de gravidade       |
| Barragem de Pracana          | Santarém       | 1950      | Barragem de gravidade       |
| Barragem de Santa Luzia      | Coimbra        | 1942      | Barragem em arco            |
| Barragem de Sobrena          | Lisboa         | 1968      | Barragem de Terra homogénea |
| Barragem de Tabueira         | Évora          | 1976      | Barragem de terra zonada    |
| Barragem de Toulica          | Castelo Branco | 1979      | Barragem de terra zonada    |
| Barragem de Vale das Bicas   | Évora          | 1939      | Barragem de terra homogénea |
| Barragem de Vale do Cobrão   | Santarém       | 1982      | Barragem de terra zonada    |
| Barragem de Vale de Figueira | Évora          | 1955      | Barragem de terra zonada    |
| Barragem de Veiros           | Évora          | 2012      | Barragem de terra zonada    |
| Barragem de Venda Velha      | Setúbal        | 1957      | Barragem de terra homogénea |
| Barragem de Zambujo          | Portalegre     | 1994      | Barragem de terra homogénea |

## Bacia HidrográficadoRio Sado
| Nome                        | Distrito | Conclusão | Tipo                          |
| --------------------------- | -------- | --------- | ----------------------------- |
| Barragem de Água Industrial | Beja     | 1990      | Barragem de terra zonada      |
| Barragem de Águas Claras    | Beja     | 1990      | Barragem de terra homogénea   |
| Barragem do Alvito          | Beja     | 1977      | Barragem de terra zonada      |
| Barragem de Campilhas       | Setúbal  | 1954      | Barragem de terra zonada      |
| Barragem da Daroeira        | Setúbal  | 1953      | Barragem de terra zonada      |
| Barragem de Fonte Serne     | Setúbal  | 1976      | Barragem de terra zonada      |
| Barragem do Monte da Rocha  | Beja     | 1972      | Barragem de terra zonada      |
| Barragem de Odivelas        | Beja     | 1972      | Barragem de terra homogénea   |
| Barragem de Pego do Altar   | Setúbal  | 1949      | Barragem de enrocamento       |
| Barragem de Porches         | Setúbal  | 1991      | Barragem de terra zonada      |
| Barragem de Rejeitados      | Beja     | 1990      | Barragem de terra zonada      |
| Barragem do Roxo            | Beja     | 1967      | Barragem de gravidade         |
| Barragem da Tapada          | Setúbal  | 1913      | Barragem de alvenaria         |
| Barragem de Vale do Gaio    | Setúbal  | 1949      | Barragem de terra-enrocamento |

## Ribeiras do Alentejo
| Nome                 | Distrito | Conclusão | Tipo                     |
| -------------------- | -------- | --------- | ------------------------ |
| Barragem de Morgavel | Setúbal  | 1980      | Barragem de terra zonada |

## Bacia HidrográficadoRio Mira
| Nome                     | Distrito | Conclusão | Tipo                        |
| ------------------------ | -------- | --------- | --------------------------- |
| Barragem de Santa Clara  | Beja     | 1968      | Barragem de terra zonada    |
| Barragem de Corte Brique | Beja     | 1993      | Barragem de terra homogénea |

## Ribeiras do Algarve
| Nome                         | Distrito | Conclusão | Tipo                     |
| ---------------------------- | -------- | --------- | ------------------------ |
| Barragem do Arade            | Faro     | 1956      | Barragem de terra zonada |
| Barragem do Funcho           | Faro     | 1993      | Barragem em arco         |
| Barragem da Malhada do Peres | Faro     | 2004      | Barragem de terra zonada |
| Barragem de Morgado de Arge  | Faro     | 1974      | Barragem de terra zonada |
| Barragem de Odeáxere         | Faro     | 1958      | Barragem em arco         |
| Barragem de Vale da Telha    | Faro     | 1983      | Barragem de terra        |
| Barragem de Odelouca         | Faro     | 2009      | Barragem de aterro       |

## Bacia HidrográficadoRio Guadiana

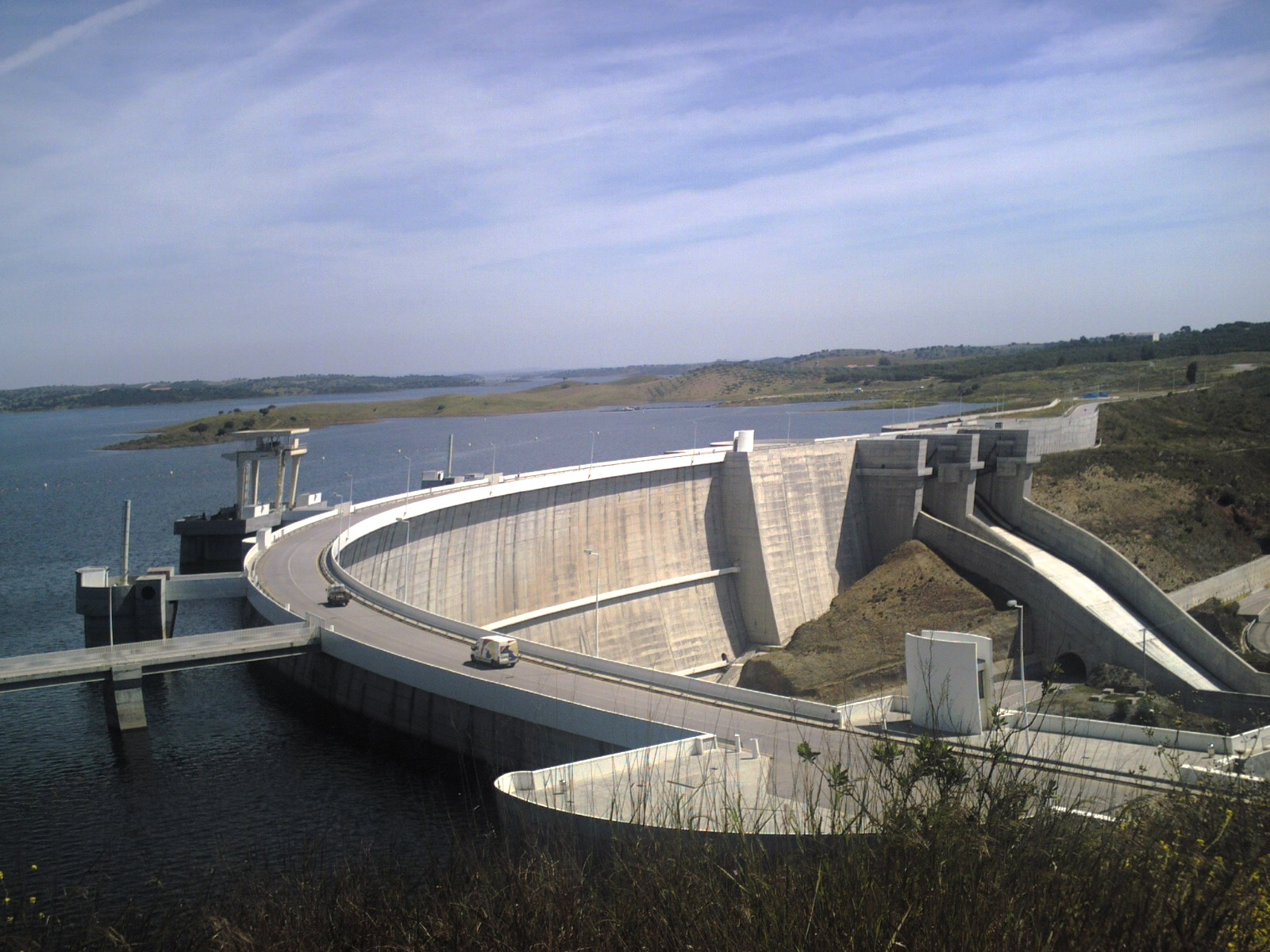
Barragem do Alqueva

| Nome                        | Distrito   | Conclusão | Tipo                           |
| --------------------------- | ---------- | --------- | ------------------------------ |
| Barragem de Abrilongo       | Portalegre | 2000      | Barragem de terra zonada       |
| Barragem de Alcoutim        | Faro       | 1995      | Barragem de terra-enrocamento  |
| Barragem de Alqueva         | Beja       | 2002      | Barragem em arco               |
| Barragem de Beliche         | Faro       | 1986      | Barragem de terra-enrocamento  |
| Barragem do Caia            | Portalegre | 1967      | Barragem mista de aterro/betão |
| Barragem da Caroucha        | Faro       | 1999      | Barragem de terra homogénea    |
| Barragem de Cerro do Lobo   | Beja       | 1993      | Barragem de terra zonada       |
| Barragem do Enxoé           | Beja       | 1998      | Barragem de terra zonada       |
| Barragem do Facho I         | Beja       | 1954      | Barragem de terra homogénea    |
| Barragem do Facho II        | Beja       | 1955      | Barragem de terra homogénea    |
| Barragem de Fincas Rodilhas | Faro       | 1996      | Barragem de terra homogénea    |
| Barragem de Garfanes        | Beja       | 1996      | Barragem de terra homogénea    |
| Barragem dos Grous          | Beja       | 1965      | Barragem de terra homogénea    |
| Barragem de Lucefécit       | Évora      | 1982      | Barragem de terra zonada       |
| Barragem de Margalha        | Beja       | ????      | Barragem de alvenaria          |
| Barragem das Mercês         | Beja       | ????      | Barragem de terra zonada       |
| Barragem de Monte Novo      | Évora      | 1982      | Barragem de gravidade          |
| Barragem de Namorada        | Beja       | 1996      | Barragem de terra homogénea    |
| Barragem de Odeleite        | Faro       | 1997      | Barragem de enrocamento        |
| Barragem de Pedrógão        | Beja       | 2005      | Barragem de gravidade          |
| Barragem de Roucanito       | Évora      | 1975      | Barragem de terra homogénea    |
| Barragem da Tapada Grande   | Beja       | 1882      | Barragem de terra-alvenaria    |
| Barragem da Tapada Pequena  | Beja       | 1913      | Barragem de alvenaria          |
| Barragem de Vaqueiros       | Faro       | 1995      | Barragem de terra zonada       |
| Barragem da Vigia           | Évora      | 1981      | Barragem de terra zonada       |